# Giuseppe Vandoni
Giuseppe Vandoni (Milano, 1828 – Milano, 6 aprile 1877) è stato un architetto italiano.

## Biografia
Nato a Milano nel 1828, Giuseppe Vandoni ricopre tra i primi incarichi il ruolo di "ispettore di palazzi reali" della Lombardia. Nel 1861 succede ad Ambrogio Nava  nella carica di architetto della Veneranda Fabbrica del Duomo di Milano che mantiene fino al 1877; in quel periodo avvia per la cattedrale i lavori per l'erezione dei gugliotti sud-orientale e nord-occidentale che verranno poi terminati da Paolo Cesa Bianchi e fornisce progetti per le porte di bronzo del portale principale (1871 e 1873); nel 1875 una facciata con campanile centrale che non venne però realizzato.
Oltre ad aver realizzato il progetto dell'Ospedale civile di Vigevano è celebre per gli interventi per la chiesa di Santa Maria presso San Satiro, su tutti la realizzazione della facciata neorinascimentale della chiesa, la realizzazione degli edifici simmetrici che delimitano la piazzetta antistante e il restauro della bramantesca Cappella della Pietà.